# Маржан Сатрапи
Маржан Сатрапи (مرجان ساتراپی) е иранска писателка, художничка на комикси и сценаристка.

## Биография и творчество
Сатрапи е родена на 22 ноември 1969 г. в град Ращ, Иран. Става световноизвестна с комикса си „Персеполис“ (по името на древната персийска столица), който през 2007 г. адаптира в широкоекранен пълнометражен анимационен филм (в сътрудничество с Венсан Пароно) и с който печели ред награди, сред които и тази на журито в Кан. Ролите са озвучени от актрисите Киара Мастрояни, Катрин Деньов, Даниел Дарийо и други.
Маржан Сатрапи рисува в черно и бяло хората в техния ежедневен живот. През погледа на младо момиче авторката осмива с горчив хумор историческите събития, заблудите, нравите, социалните условности, личната свобода, носенето на фередже или забрадка в Иран след ислямската революция на моласите.